# NGC 4387
NGC 4387 é uma galáxia elíptica (E) localizada na direcção da constelação de Virgo. Possui uma declinação de +12° 48' 37" e uma ascensão recta de 12 horas, 25 minutos e 41,7 segundos.
A galáxia NGC 4387 foi descoberta em 17 de Abril de 1784 por William Herschel.